# Alientrap
Alientrap Games — незалежна студія розробки відеоігор. Її керівниками є Лі Вермюлен та Джесі МакГібні. Студія є автором досить відомих інді-тайтлів: Nexuiz, Capsized та Apotheon.

## Історія
Alientrap була заснована в 2002 році Лі Вермюленом та одразу розпочала розробку Nexuiz, шутеру від першої особи, заснованому на гральному рушії DarkPlaces.
Під час розробки Nexuiz, Alientrap мала наступний склад: геймдизайнер Лі Вермюлен, програмісти Форест Хейл й Андреас Кірш, а також різні актори та дизайнери рівнів. Вони випустили безкоштовне програмне забезпечення під GPL у 2005 році. У 2012 році Nexuiz була перероблена як комерційний продукт, виданий THQ.
Alientrap була переформована у 2009 році під керівництвом Лі Вермюлена для створення нової гри — Capsized — у співробітництві з Джесі МакГібні. Вермюлен розпочав проект студентом Саскачеванського університету залучивши МакГібні, давнього друга, з яким вони вчилися у Шеріданському коледжі. Вермюлен став програмістом, а МакГібні — артдизайнером, звуковий дизайн був розроблений фрілансерами.
Друзі презентували ранню версію Capsized як їхню дипломну роботу. Після отримання освіти, вони присвятили грі весь свій час вже як Alientrap Games Inc. Capsized була випущена у Steam та IOS і Android платформах вже у 2011 році.
2011 року компанія розпочала роботу над розробкою відеогри Apotheon, платформера жанру Action RPG, події якого відбуваються в стародавній Греції. Apotheon вийшла 3 лютого 2015 року на платформах Microsoft Windows, Linux, MacOS та PlayStation 4. Відеогра після виходу отримала, здебільшого, схвальні відгуки від критиків та гравців.